# Nadia Riquelme
Nadia Riquelme (15 de junio de 1986) es una deportista argentina que compite en piragüismo en la modalidad de eslalon. Ganó una medalla de plata en el Juegos Panamericanos de 2019 en la prueba de K1 individual.

## Palmarés internacional
| Juegos Panamericanos | Juegos Panamericanos | Juegos Panamericanos | Juegos Panamericanos |
| Año                  | Lugar                | Medalla              | Competición          |
| -------------------- | -------------------- | -------------------- | -------------------- |
| 2019                 | Lima (Perú)          | Medalla de plata     | K1 individual        |